# Karolina Chlewińska
Karolina Frohwerk z d. Chlewińska (ur. 8 listopada 1983 w Gdańsku) – polska florecistka, wicemistrzyni świata, brązowa medalistka mistrzostw Europy. Zawodniczka AZS-AWFiS Gdańsk.
24 czerwca 2016 roku w Parafii pw. Św. Stanisława Kostki odbył się w Gdańsku jej ślub z Łukaszem Frohwerkiem.

## Kariera sportowa
Podczas mistrzostw świata w Paryżu w 2010 roku Polki w składzie: Sylwia Gruchała, Anna Rybicka, Karolina Chlewińska i Katarzyna Kryczało zdobyły drużynowo srebrny medal. W finale przegrały z Włoszkami 37:45. W tej samej konkurencji była też między innymi czwarta na mistrzostwach świata w Turynie (2006) i mistrzostwach świata w Katanii (2011).
Wystartowała na igrzyskach olimpijskich w Pekinie w 2008 roku, gdzie była siódma drużynowo. Brała też udział w igrzyskach olimpijskich w Londynie w 2012 roku, zajmując drużynowo piąte miejsce.
Ponadto wywalczyła brązowy medal w zawodach drużynowych na mistrzostwach Europy w Izmirze (2006).
Odznaczona Złotym Krzyżem Zasługi (2011).